# Ron Dellow

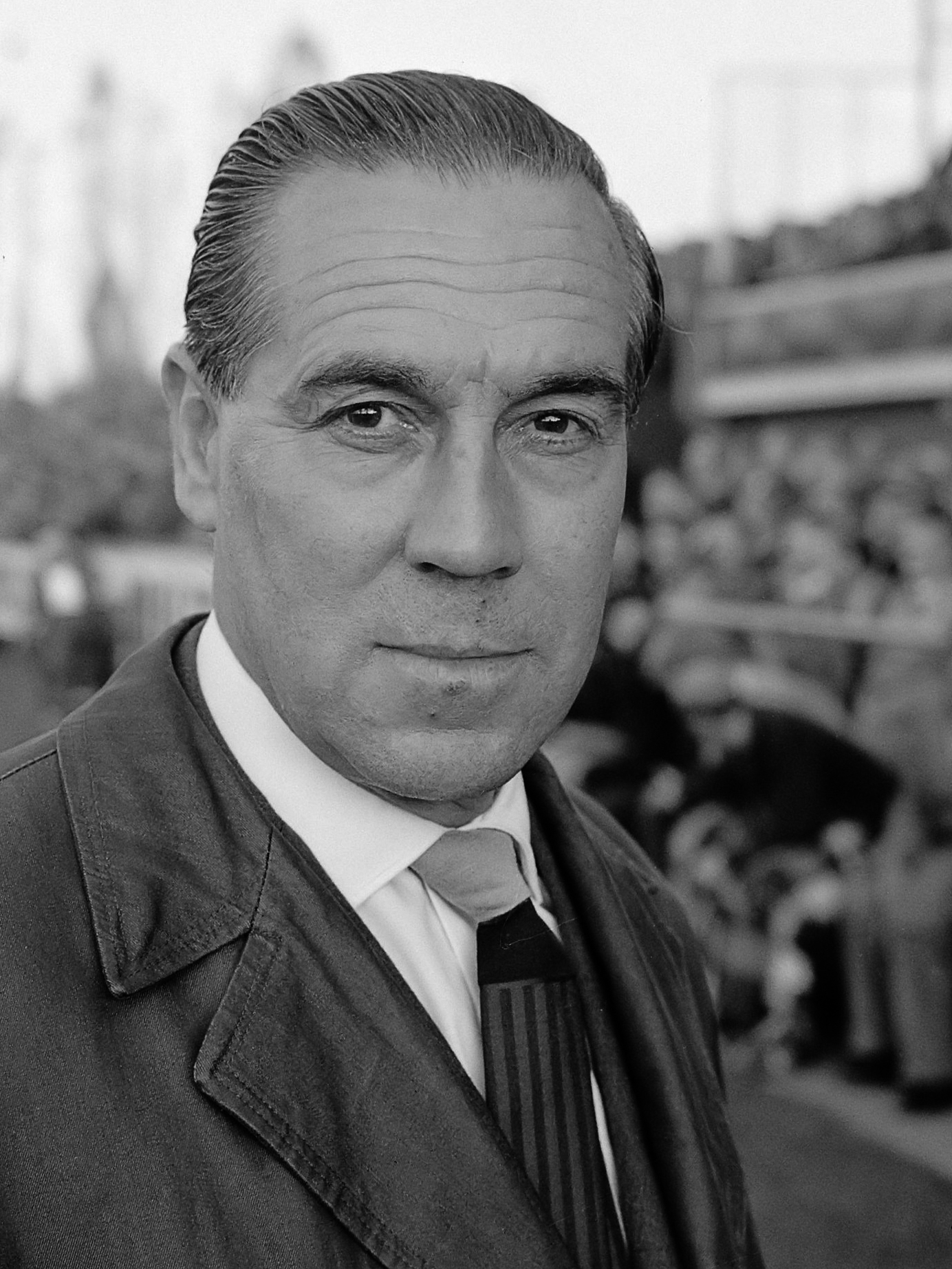
Ron Dellow als Trainer des FC Volendam (1964)

Ron Dellow (* 13. Juli 1914 in Seaforth; † 7. November 2013) war ein englischer Fußballspieler und -trainer.

## Sportlicher Werdegang
Als Spieler begann der Stürmer Dellow seine Profikarriere bei den Blackburn Rovers, wo er jedoch den Durchbruch nicht schaffte. Später spielte er kurzzeitig für Mansfield Town und Manchester City in der First Division, wo er aber verletzungsbedingt kaum zum Zuge kam. Anschließend etablierte er sich beim Drittligisten Tranmere Rovers. Mit dem Klub stieg er 1938 in die Second Division auf, nach dem direkten Wiederabstieg wechselte er zu Carlisle United. Unterbrochen durch den Zweiten Weltkrieg, während dem er in der Royal Air Force diente, stand er zwar bis 1947 beim Klub unter Vertrag, kam aber nur zu einer Handvoll Ligaeinsätze.
Nach dem Ende seiner aktiven Laufbahn siedelte Dellow in die Niederlande über, wo er diverse Vereine insbesondere in der zweithöchsten Spielklasse wie den FC Volendam, Heracles Almelo oder Helmond Sport als Trainer betreute. Beim FC Volendam, mit dem er in die Ehrendivision aufstieg, entdeckte er das Talent Arnold Mühren.